# 山田るま
山田るま（やまだるま、2010年 - ）は、だるまが好きすぎてだるまになった、全日本だるま研究会公式キャラクターであり、埼玉県のご当地キャラ。日本のだるま文化を当人のツイッター・ブログなどで紹介。2015年2月15日イオンモール羽生における「ムジナもんのお誕生日会」にて、世界キャラクターさみっと開催地である埼玉県羽生市におけるご当地キャライベント宣伝大使に任命される。

## 特徴
他の大多数のキャラクターと違い、顔の部分が出ていることで、グルメリポートもできる「グルキャラ」と自称。商店街などのイベントにゲリラ的に参上し、他のご当地キャラがカバーしきれない地元の名物・名産品・おすすめ料理を「食べ」「感想を述べる」部分をフォローする重要な役割を果たしている。
ご当地キャラクターフェスティバルinすみだ2015紹介文にノマドキャラの文字。ノマドキャラの命名は中川大地によるものとされる。
2014年（平成26年）8月25日に結成したさのまる（栃木県佐野市）率いる、ふっかちゃん（埼玉県深谷市）、あゆコロちゃん（神奈川県厚木市）、「えび〜にゃ」（神奈川県海老名市）、「たかたのゆめちゃん」（岩手県陸前高田市）、「えぼし麻呂」（神奈川県茅ヶ崎市）の「ゆるシックス」こと「ゆる党」に対抗し、「ざつ豆」（「ざつ党」「雑豆」の表記もあり）を、やぶきじくん（福島県矢吹町）、ちょうせい豆乳くん（日本豆乳協会公認キャラクター）、岩出山おっち落ち武者くん（宮城県大崎市岩出山の非公認ご当地キャラクター）、ガブリくん（宮城県角田市「角田スタンプ会」公認キャラクター）と結成。山田るま含む5名のイラストをねこまめ23ごうが描き、キーホルダーにしたものを東日本大震災における復旧復興支援グッズとして世界キャラクターさみっとin羽生2015にて販売する。

## 参加イベント
- 小布施の安市[7] 2015年1月15日
- 「ムジナもんのお誕生日会」 2015年2月15日イオンモール羽生
- 石田洋介アルバム「アイタイ」リリース記念コンサート 2015年2月28日[8]
- 第3回ゆる〜いご当地キャラパーティin湘南茅ヶ崎[9]
- ご当地キャラクターフィスティバルinすみだ2015[10]
- 世界キャラクターさみっとin羽生 2015 C2 20 に店舗を構える[11]

## メディア出演
- 読売テレビ（日本テレビ系列）『情報ライブミヤネ屋』2013年7月26日放送分（グルメリポートができるご当地キャラとして出演）
- FM NACK5 79.5MHz『monaka!』番組内にて「るまのわらしべ長者物語！」2014年12月8日 - 11日放送
- 『TV Bros.』 2014年2月26日発売分（3月1日 - 14日号）掲載
- 『はに丸ジャーナル』NHK総合2015年5月5日放送分
- ご当地キャラこども夢フェスタinしらかわ2015 司会として6月7日公式参加
- （公財）河川財団 子どもの水辺サポートセンター「川遊び安全ノート えんじょいリバー」イメージキャラクター
  - 同財団運営サイト「水難事故防止 ライジャケ・オン！」イメージキャラクター（後援：国土交通省）[12]

### だるまをモチーフにしたキャラクター
- たか丸くん - 高崎だるまのキャラクター
- だるまん - 自衛隊群馬地方協力本部
- ダルライザー - 福島県白河市
- だるチャン - 調布市深大寺
- おおふなトン - 岩手県大船渡市
- だるまちゃん - 小倉焼きうどん研究所（福岡県）
- 笹だるま - 笹だるま本舗（新潟県）
- ダルマはかせ - 明光義塾
- ひゃくまんさん - 北陸新幹線

### 動画
- 山田るま　白河だるま市を歩いてみた　その1 - YouTube
- 山田るま、Bloggieで白河だるま市を撮ってみた　その２ - YouTube
- 山田るまプロジェクト_山田るまの元気がでるガイドマップ - YouTube
- 山田るまのうた～ご当地キャラ忘年会2012～ - YouTube
- 恋するフォーチュンクッキー 山田るま Ver. / AKB48[非公式] - YouTube